# ŽNK Plamen Križevci
ŽNK Plamen je ženski nogometni klub iz Križevaca.

## Povijest
Klub se trenutno natječe u 1. HNL za žene.

## Uspjesi
- pobjednice područnog Prvenstva NS Varaždin 2007./2008.
- pobjednice područnog Kup natjecanja NS Varaždin 2007./2008.
- pobjednice regionalnog prvenstva 2. lige-Sjever 2008./2009.
- pobjednice područnog Kup natjecanja NS Varaždin 2008./2009.
- pobjednice 2. HNLŽ-Sjever 2009./2010.
- pobjednice područnog Kup natjecanja NS Varaždin 2009./2010.
- ulazak u 1. HNLŽ 2010./2011.

## Igračice
- Ivona Zron
- Nikolina Zemun
- Sandra Žigić
- Tihana Nemčić
- Katarina Janc
- Ana Jelenčić
- Andreja Jandrašec
- Petra Ćurić
- Tanja Furmeg
- Melisa Malkoč (C)
- Ljiljana Jakšić
- Anđela Ćurić
- Paškvalina Gabrić
- Antonija Ban
- Ana Mekovec
- Vanesa Čupić
- Martina Kozarić
- Ela Piškorić
- Mateja Jaki
- Katarina Polak
- Jasmina Polak

## Poveznice
- Hrvatski nogometni savez
- ŽNK Plamen-Križevci  Arhivirana inačica izvorne stranice od 24. kolovoza 2010. (Wayback Machine)

## Vanjske poveznice
- Križevčankama dvostruki naslov[neaktivna poveznica]